# Liste der Lieder von Pink Floyd

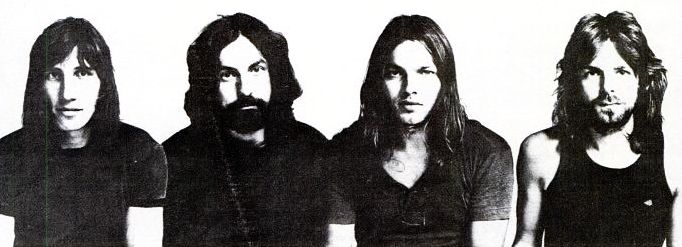
Pink Floyd, 1971

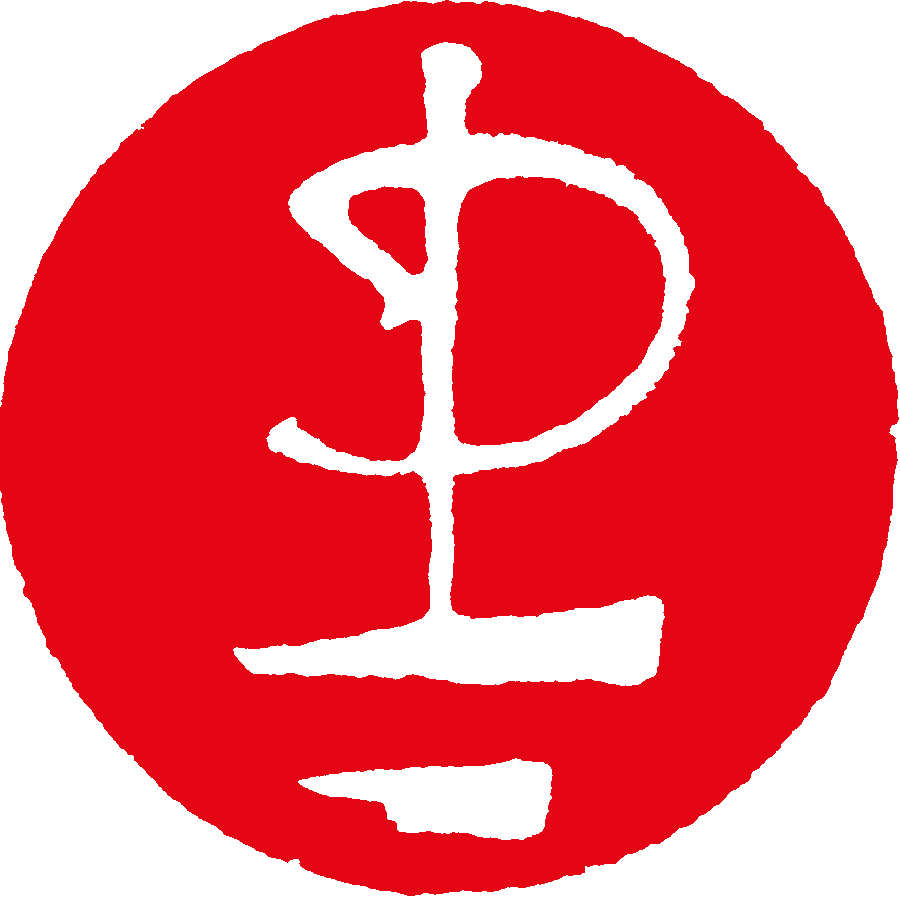
Pink Floyd Logo

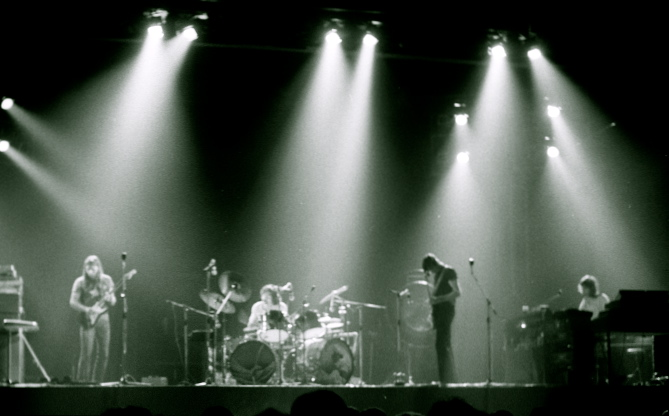
Pink Floyd bei einem Auftritt im Earls Court, 1973

Die Liste der Lieder von Pink Floyd ist eine Übersicht der Lieder der 1965 in Cambridge gegründeten und bis 2015 bestehenden britischen Rockband Pink Floyd. Mit ihrer Musik und der visuellen Gestaltung ihrer Platten und Bühnenauftritte schuf sie einen seinerzeit neuartigen Stil. Die Angaben über die Anzahl ihrer verkauften Tonträger schwanken zwischen 260 und 300 Millionen. Pink Floyd gehört damit zu den erfolgreichsten Bands überhaupt. Das Konzeptalbum The Dark Side of the Moon (1973) ist das weltweit drittmeistverkaufte Album und das Konzeptalbum The Wall (1979) das meistverkaufte Doppelalbum.

## Hintergrund
Pink Floyd formierten sich 1965 unter dem Namen The Pink Floyd Sound in der Besetzung Syd Barrett (Gesang und Gitarre), Roger Waters (Gesang und Bass), Richard Wright (Gesang und Keyboard) und Nick Mason (Schlagzeug). Den Bandnamen hatte Syd Barrett aus den Vornamen seiner beiden Lieblings-Bluesmusiker Pink Anderson und Floyd Council abgeleitet. Der Name wurde später auf The Pink Floyd und 1968 schließlich zu Pink Floyd verkürzt. Die Band gehörte unter der Leitung von Syd Barrett zunächst zur britischen Bewegung des Psychedelic Rock. Nach dem durch Drogenkonsum und psychische Probleme bedingten Ausstieg des Frontmanns 1968 entwickelte die Gruppe in der Besetzung Roger Waters, David Gilmour (Gesang, Gitarre, Bass und Keyboard), Richard Wright und Nick Mason (der als einziger Musiker an sämtlichen Alben der Band mitwirkte) einen eigenständigen Stil mit Einflüssen aus Progressive Rock, Blues, Jazz sowie klassischer und Neuer Musik.
Die Band hat in ihrer fünfzigjährigen – sehr wechselvollen – Bandgeschichte fünfzehn Studioalben, vier Livealben, siebzehn Kompilationen, zehn Videoalben, zwölf Boxsets, achtundzwanzig Singles und neun EPs veröffentlicht. Gemäß Quellenangaben und Schallplattenauszeichnungen hatte die Gruppe bis 2014 etwa 260 bis 300 Millionen Tonträger verkauft, davon alleine in ihrer Heimat über 12,3 Millionen. Sie zählen damit zu den Interpreten mit den meisten verkauften Tonträgern weltweit. Die erfolgreichste Veröffentlichung ist das Studioalbum The Dark Side of the Moon mit rund 50 Millionen verkauften Einheiten. In Deutschland verkaufte Pink Floyd über 7,5 Millionen Tonträger und ist somit einer der Interpreten mit den meisten verkauften Tonträgern in Deutschland. Veröffentlicht wurden in der Bandgeschichte mehr als zweihundert eigene Songs und Instrumentals.
Die drei bekanntesten und erfolgreichsten Lieder der Band sind laut der Zusammenstellung 500 Greatest Songs of All Time in der Musikzeitschrift Rolling Stone aus dem Jahr 2010:
- Comfortably Numb vom Album The Wall (Platz 321)
- Wish You Were Here vom Album Wish You Were Here (Platz 324) und
- Another Brick in the Wall (Part II) vom Album The Wall (Platz 384)

Laut Chartsurfer.de schafften es die Songs See Emily Play, Money, Another Brick In The Wall (Part II), Run Like Hell, Learning to Fly, Take It Back und Wish You Were Here in die deutschen Charts. In die österreichischen Charts gelangten Money, Another Brick In The Wall (Part II) und Wish You Were Here. Und in den Schweizer Charts war Wish You Were Here vertreten. Dabei ist Another Brick In The Wall (Part II) in Deutschland der erfolgreichste Song. Er hielt sich insgesamt 34 Wochen in den Charts und stand vier Wochen lang auf Platz 1. Auch in Österreich und der Schweiz ist dieser Song sehr erfolgreich. In Österreich hielt er sich zwanzig Wochen lang in den Charts, davon acht Wochen auf Platz 1. In der Schweiz fand er sich siebzehn Wochen in den Charts und hier sogar elf Wochen auf Platz 1.

## Struktur der Übersicht
Die Übersicht listet für jedes Lied
- den Liedtitel
- den Liedanfang
- den oder die Songwriter
- den oder die Sänger
- das Album (bzw. den Soundtrack oder die Single/EP)
- das Jahr der Erstveröffentlichung
- eine Kategorisierung in „eigener Song“ oder „Coversong“ sowie optional
- weitere Informationen.

## Übersicht der Lieder
| Liedtitel                                                                                   | Liedanfang                                                                     | Songwriter                                                                           | Gesang                                                                        | Album                                                                                            | Erstveröffentlichung | Kategorie    | Weitere Informationen                        |
| ------------------------------------------------------------------------------------------- | ------------------------------------------------------------------------------ | ------------------------------------------------------------------------------------ | ----------------------------------------------------------------------------- | ------------------------------------------------------------------------------------------------ | -------------------- | ------------ | -------------------------------------------- |
| Absolutely Curtains                                                                         | Instrumental                                                                   | David Gilmour, Nick Mason, Roger Waters und Richard Wright                           | Gesang des Mapuga-Stammes auf Neuguinea                                       | Obscured by Clouds                                                                               | 1972                 | eigener Song | [ 4 ]                                        |
| Alan’s Psychedelic Breakfast                                                                | Instrumental                                                                   | David Gilmour, Nick Mason, Roger Waters und Richard Wright                           | Vokalisierung durch Styles                                                    | Atom Heart Mother                                                                                | 1970                 | eigener Song | [ 5 ]                                        |
| Allons-Y (Part 1)                                                                           | Instrumental                                                                   | David Gilmour                                                                        | Instrumental                                                                  | The Endless River                                                                                | 2014                 | eigener Song | [ 6 ]                                        |
| Allons-Y (Part 2)                                                                           | Instrumental                                                                   | David Gilmour                                                                        | Instrumental                                                                  | The Endless River                                                                                | 2014                 | eigener Song | [ 6 ]                                        |
| Anisina                                                                                     | Instrumental                                                                   | David Gilmour                                                                        | Instrumental                                                                  | The Endless River                                                                                | 2014                 | eigener Song | [ 6 ]                                        |
| Another Brick in the Wall (Part 1)                                                          | „Daddy's flown across the ocean …“                                             | Roger Waters                                                                         | Roger Waters                                                                  | The Wall                                                                                         | 1979                 | eigener Song | [ 8 ]                                        |
| Another Brick in the Wall (Part 2)                                                          | „We don't need no education …“                                                 | Roger Waters                                                                         | David Gilmour, Roger Waters und Studenten der Islington Green School          | The Wall                                                                                         | 1979                 | eigener Song | [ 8 ]                                        |
| Another Brick in the Wall (Part 3)                                                          | „The Bulls are already out there …“                                            | Roger Waters                                                                         | Roger Waters                                                                  | The Wall                                                                                         | 1979                 | eigener Song | [ 8 ]                                        |
| Any Colour You Like                                                                         | Instrumental                                                                   | David Gilmour, Nick Mason, Roger Waters und Richard Wright                           | Instrumental                                                                  | The Dark Side of the Moon                                                                        | 1973                 | eigener Song | [ 9 ]                                        |
| Apples and Oranges                                                                          | „Got a flip-top pack of cigarettes in her pocket …“                            | Syd Barrett                                                                          | Syd Barrett                                                                   | Auf Single veröffentlicht                                                                        | 1967                 | eigener Song | [ 10 ]                                       |
| Arnold Layne                                                                                | „Arnold Layne had a strange hobby …“                                           | Syd Barrett                                                                          | Syd Barrett                                                                   | Auf Single veröffentlicht                                                                        | 1967                 | eigener Song | [ 11 ]                                       |
| Astronomy Domine                                                                            | „Lime and limpid green, a second scene …“                                      | Syd Barrett                                                                          | Syd Barrett und Richard Wright Intro: Vokalisierung von Peter Jenner          | The Piper at the Gates of Dawn                                                                   | 1967                 | eigener Song | [ 12 ]                                       |
| Astronomy Domine (live)                                                                     | „Lime and limpid green, a second scene …“                                      | Syd Barrett                                                                          | Syd Barrett und Richard Wright                                                | Ummagumma                                                                                        | 1969                 | eigener Song | [ 13 ]                                       |
| Atom Heart Mother                                                                           | Instrumental                                                                   | David Gilmour, Nick Mason, Roger Waters, Richard Wright und Ron Geesin               | Wortloser Gesang vom John Alldis Choir                                        | Atom Heart Mother                                                                                | 1970                 | eigener Song | [ 5 ]                                        |
| Autumn ’68                                                                                  | Instrumental                                                                   | Richard Wright                                                                       | Instrumental                                                                  | The Endless River                                                                                | 2014                 | eigener Song | [ 6 ]                                        |
| Baby Blue Shuffle in D Major                                                                | Instrumental                                                                   | David Gilmour                                                                        | Instrumental                                                                  | The Early Years 1965–1972                                                                        | 2016                 | eigener Song | [ 14 ]                                       |
| Backs to the Wall                                                                           | „Shall we buy a new guitar …“                                                  | Roger Waters                                                                         | Roger Waters                                                                  | The Wall (Wiederveröffentlichung)                                                                | 2011                 | eigener Song | [ 16 ]                                       |
| Behold the Temple of Light                                                                  | Instrumental                                                                   | David Gilmour, Nick Mason, Roger Waters und Richard Wright                           | Instrumental                                                                  | The Early Years 1965–1972                                                                        | 2016                 | eigener Song | [ 14 ]                                       |
| Biding My Time                                                                              | „Wasting my time, …“                                                           | Roger Waters                                                                         | Roger Waters                                                                  | Relics                                                                                           | 1971                 | eigener Song | [ 17 ]                                       |
| Bike                                                                                        | „I've got a bike. You can ride it if you like. …“                              | Syd Barrett                                                                          | Syd Barrett                                                                   | The Piper at the Gates of Dawn                                                                   | 1967                 | eigener Song | [ 12 ]                                       |
| Blues                                                                                       | Instrumental                                                                   | David Gilmour, Nick Mason, Roger Waters und Richard Wright                           | Instrumental                                                                  | The Early Years 1965–1972                                                                        | 2016                 | eigener Song | [ 14 ]                                       |
| Blues 1                                                                                     | Instrumental                                                                   | David Gilmour                                                                        | Instrumental                                                                  | The Later Years                                                                                  | 2019                 | eigener Song | [ 18 ]                                       |
| Brain Damage                                                                                | „The lunatic is on the grass …“                                                | Roger Waters                                                                         | Roger Waters                                                                  | The Dark Side of the Moon                                                                        | 1973                 | eigener Song | [ 9 ]                                        |
| Breathe                                                                                     | „Breathe, breathe in the air …“                                                | David Gilmour, Roger Waters und Richard Wright                                       | David Gilmour                                                                 | The Dark Side of the Moon                                                                        | 1973                 | eigener Song | [ 9 ]                                        |
| Bring the Boys Back Home                                                                    | „Bring the boys back home …“                                                   | Roger Waters                                                                         | Roger Waters und die New York Opera                                           | The Wall                                                                                         | 1979                 | eigener Song | [ 8 ]                                        |
| Burning Bridges                                                                             | „Bridges burning gladly …“                                                     | Roger Waters und Richard Wright                                                      | David Gilmour und Richard Wright                                              | Obscured by Clouds                                                                               | 1972                 | eigener Song | [ 4 ]                                        |
| Butterfly                                                                                   | „Listen, all you girlies …“                                                    | Syd Barrett                                                                          | Syd Barrett                                                                   | 1965: Their First Recordings                                                                     | 2015                 | eigener Song | [ 20 ]                                       |
| Calling                                                                                     | Instrumental                                                                   | David Gilmour und Anthony Moore                                                      | Instrumental                                                                  | The Endless River                                                                                | 2014                 | eigener Song | [ 6 ]                                        |
| Candy and a Currant Bun                                                                     | „Oh my, girl sitting in the sun …“                                             | Syd Barrett                                                                          | Syd Barrett                                                                   | Auf Single veröffentlicht B-Seite zu „Arnold Layne“                                              | 1967                 | eigener Song | [ 11 ]                                       |
| Careful with That Axe, Eugene                                                               | Instrumental                                                                   | David Gilmour, Nick Mason, Roger Waters und Richard Wright                           | Vokalisierung durch Roger Waters und David Gilmour                            | Auf Single veröffentlicht B-Seite zu „Point Me at the Sky“                                       | 1968                 | eigener Song | [ 10 ]                                       |
| Careful with That Axe, Eugene                                                               | Instrumental                                                                   | David Gilmour, Nick Mason, Roger Waters und Richard Wright                           | Vokalisierung durch Roger Waters und David Gilmour                            | Ummagumma                                                                                        | 1969                 | eigener Song | [ 13 ]                                       |
| Chapter 24                                                                                  | „All movement is accomplished in six stages …“                                 | Syd Barrett                                                                          | Syd Barrett                                                                   | The Piper at the Gates of Dawn                                                                   | 1967                 | eigener Song | [ 12 ]                                       |
| Childhood’s End                                                                             | „You shout in your sleep. …“                                                   | David Gilmour                                                                        | David Gilmour                                                                 | Obscured by Clouds                                                                               | 1972                 | eigener Song | [ 4 ]                                        |
| Cirrus Minor                                                                                | „In a churchyard by a river …“                                                 | Roger Waters                                                                         | David Gilmour                                                                 | More                                                                                             | 1969                 | eigener Song | Soundtrack zum Film More – mehr – immer mehr |
| Cluster One                                                                                 | Instrumental                                                                   | David Gilmour und Richard Wright                                                     | Instrumental                                                                  | The Division Bell                                                                                | 1994                 | eigener Song | [ 22 ]                                       |
| Come In Number 51, Your Time Is Up                                                          | Instrumental                                                                   | David Gilmour, Nick Mason, Roger Waters und Richard Wright                           | Vokalisierung durch Roger Waters und David Gilmour                            | Zabriskie Point                                                                                  | 1970                 | eigener Song | Soundtrack zum Film Zabriskie Point          |
| Comfortably Numb                                                                            | „Hello? Is there anybody in there? …“                                          | David Gilmour und Roger Waters                                                       | Roger Waters und David Gilmour                                                | The Wall                                                                                         | 1979                 | eigener Song | [ 8 ]                                        |
| Coming Back to Life                                                                         | „Where were you when I was burned and broken …“                                | David Gilmour                                                                        | David Gilmour                                                                 | The Division Bell                                                                                | 1994                 | eigener Song | [ 22 ]                                       |
| The Committee (Part 1)                                                                      | Instrumental                                                                   | David Gilmour, Nick Mason, Roger Waters und Richard Wright                           | Instrumental                                                                  | The Early Years 1965–1972                                                                        | 2016                 | eigener Song | [ 14 ]                                       |
| The Committee (Part 2)                                                                      | Instrumental                                                                   | David Gilmour, Nick Mason, Roger Waters und Richard Wright                           | Instrumental                                                                  | The Early Years 1965–1972                                                                        | 2016                 | eigener Song | [ 14 ]                                       |
| Corporal Clegg                                                                              | „Corporal Clegg had a wooden leg …“                                            | Roger Waters                                                                         | David Gilmour, Nick Mason und Richard Wright                                  | A Saucerful of Secrets                                                                           | 1968                 | eigener Song | [ 24 ]                                       |
| Country Song                                                                                | „He made his way to the border …“                                              | David Gilmour, Nick Mason, Roger Waters und Richard Wright                           | David Gilmour                                                                 | Zabriskie Point                                                                                  | 1970                 | eigener Song | Soundtrack zum Film Zabriskie Point          |
| Crumbling Land                                                                              | „In a while I'll find the time to make the sunshine mine …“                    | David Gilmour, Nick Mason, Roger Waters und Richard Wright                           | David Gilmour und Richard Wright                                              | Zabriskie Point                                                                                  | 1970                 | eigener Song | Soundtrack zum Film Zabriskie Point          |
| Crying Song                                                                                 | „We smile and smile …“                                                         | Roger Waters                                                                         | David Gilmour                                                                 | More                                                                                             | 1969                 | eigener Song | Soundtrack zum Film More – mehr – immer mehr |
| Cymbaline                                                                                   | „The path you tread is narrow …“                                               | Roger Waters                                                                         | David Gilmour                                                                 | More                                                                                             | 1969                 | eigener Song | Soundtrack zum Film More – mehr – immer mehr |
| David’s Blues                                                                               | Instrumental                                                                   | David Gilmour                                                                        | Instrumental                                                                  | The Later Years                                                                                  | 2019                 | eigener Song | [ 18 ]                                       |
| Dogs                                                                                        | „You've got to be crazy, you gotta have a real need …“                         | David Gilmour und Roger Waters                                                       | David Gilmour und Roger Waters                                                | Animals                                                                                          | 1977                 | eigener Song | [ 25 ]                                       |
| The Dogs of War                                                                             | „Dogs of war and men of hate …“                                                | David Gilmour und Anthony Moore                                                      | David Gilmour                                                                 | A Momentary Lapse of Reason                                                                      | 1987                 | eigener Song | [ 26 ]                                       |
| Doing It                                                                                    | Instrumental                                                                   | David Gilmour, Nick Mason, Roger Waters und Richard Wright                           | Instrumental                                                                  | The Early Years 1965–1972                                                                        | 2016                 | eigener Song | [ 14 ]                                       |
| Don’t Leave Me Now                                                                          | „Ooooh, babe Don't leave me now! …“                                            | Roger Waters                                                                         | Roger Waters                                                                  | The Wall                                                                                         | 1979                 | eigener Song | [ 8 ]                                        |
| Double O Bo                                                                                 | „Bo Diddley was a private eye …“                                               | Syd Barrett                                                                          | Syd Barrett                                                                   | 1965: Their First Recordings                                                                     | 2015                 | eigener Song | [ 20 ]                                       |
| Dramatic Theme                                                                              | Instrumental                                                                   | David Gilmour, Nick Mason, Roger Waters und Richard Wright                           | Instrumental                                                                  | More                                                                                             | 1969                 | eigener Song | Soundtrack zum Film More – mehr – immer mehr |
| Ebb and Flow                                                                                | Instrumental                                                                   | David Gilmour und Richard Wright                                                     | Instrumental                                                                  | The Endless River                                                                                | 2014                 | eigener Song | [ 6 ]                                        |
| Echoes                                                                                      | „Overhead the albatross …“                                                     | David Gilmour, Nick Mason, Roger Waters und Richard Wright                           | David Gilmour und Richard Wright                                              | Meddle                                                                                           | 1971                 | eigener Song | [ 27 ]                                       |
| Eclipse                                                                                     | „All that you touch …“                                                         | Roger Waters                                                                         | Roger Waters                                                                  | The Dark Side of the Moon                                                                        | 1973                 | eigener Song | [ 9 ]                                        |
| Embryo                                                                                      | „All this love …“                                                              | Roger Waters                                                                         | David Gilmour und vokaler Kauderwelsch von Roger Waters                       | Picnic – A Breath of Fresh Air                                                                   | 1970                 | eigener Song | [ 28 ]                                       |
| Empty Spaces                                                                                | „What shall we use …“                                                          | Roger Waters                                                                         | Roger Waters                                                                  | The Wall                                                                                         | 1979                 | eigener Song | [ 8 ]                                        |
| Eyes to Pearls                                                                              | Instrumental                                                                   | David Gilmour                                                                        | Instrumental                                                                  | The Endless River                                                                                | 2014                 | eigener Song | [ 6 ]                                        |
| Fat Old Sun                                                                                 | „When the fat old sun in the sky is falling …“                                 | David Gilmour                                                                        | David Gilmour                                                                 | Atom Heart Mother                                                                                | 1970                 | eigener Song | [ 5 ]                                        |
| Fearless                                                                                    | „You say the hill's too steep to climb …“                                      | David Gilmour und Roger Waters                                                       | David Gilmour                                                                 | Meddle                                                                                           | 1971                 | eigener Song | [ 27 ]                                       |
| The Final Cut                                                                               | „Through the fish-eyed lens of tear stained eyes …“                            | Roger Waters                                                                         | Roger Waters                                                                  | The Final Cut                                                                                    | 1983                 | eigener Song | [ 29 ]                                       |
| Flaming                                                                                     | „Alone in the clouds all blue …“                                               | Syd Barrett                                                                          | Syd Barrett                                                                   | The Piper at the Gates of Dawn                                                                   | 1967                 | eigener Song | [ 12 ]                                       |
| The Fletcher Memorial Home                                                                  | „Take all your overgrown infants away somewhere …“                             | Roger Waters                                                                         | Roger Waters                                                                  | The Final Cut                                                                                    | 1983                 | eigener Song | [ 29 ]                                       |
| Footsteps / Doors                                                                           | Instrumental                                                                   | David Gilmour, Nick Mason, Roger Waters und Richard Wright                           | Instrumental                                                                  | The Early Years 1965–1972                                                                        | 2016                 | eigener Song | [ 14 ]                                       |
| Free Four                                                                                   | „The memories of a man in his old age …“                                       | Roger Waters                                                                         | Roger Waters                                                                  | Obscured by Clouds                                                                               | 1972                 | eigener Song | [ 4 ]                                        |
| Get Your Filthy Hands Off My Desert                                                         | „Oi...Get your filthy hands off my desert! …“                                  | Roger Waters                                                                         | Roger Waters                                                                  | The Final Cut                                                                                    | 1983                 | eigener Song | [ 29 ]                                       |
| Give Birth to a Smile                                                                       | „Long live the child and the man …“                                            | Roger Waters                                                                         | Roger Waters und nicht genannte weibliche Sängerinnen                         | Music from The Body                                                                              | 1970                 | eigener Song | [ 30 ]                                       |
| The Gnome                                                                                   | „I want to tell you a story …“                                                 | Syd Barrett                                                                          | Syd Barrett                                                                   | The Piper at the Gates of Dawn                                                                   | 1967                 | eigener Song | [ 12 ]                                       |
| The Gold It’s in the…                                                                       | „Come on, my friends, …“                                                       | David Gilmour und Roger Waters                                                       | David Gilmour                                                                 | Obscured by Clouds                                                                               | 1972                 | eigener Song | [ 4 ]                                        |
| Goodbye Blue Sky                                                                            | „Look mummy, there's an airplane up in the sky …“                              | Roger Waters                                                                         | David Gilmour                                                                 | The Wall                                                                                         | 1979                 | eigener Song | [ 8 ]                                        |
| Goodbye Cruel World                                                                         | „Goodbye cruel world, I'm leaving you today …“                                 | Roger Waters                                                                         | Roger Waters                                                                  | The Wall                                                                                         | 1979                 | eigener Song | [ 8 ]                                        |
| The Grand Vizier’s Garden Party (Parts 1–3)                                                 | Instrumental                                                                   | Nick Mason                                                                           | Instrumental                                                                  | Ummagumma                                                                                        | 1969                 | eigener Song | [ 13 ]                                       |
| Grantchester Meadows                                                                        | „Icy wind of night be gone this is not your domain …“                          | Roger Waters                                                                         | Roger Waters                                                                  | Ummagumma                                                                                        | 1969                 | eigener Song | [ 13 ]                                       |
| A Great Day for Freedom                                                                     | „'On the day the wall came down …“                                             | David Gilmour und Polly Samson                                                       | David Gilmour                                                                 | The Division Bell                                                                                | 1994                 | eigener Song | [ 22 ]                                       |
| The Great Gig in the Sky                                                                    | „And I am not frightened of dying, any time will do …“                         | Richard Wright und Clare Torry                                                       | wortloser Gesang von Clare Torry                                              | The Dark Side of the Moon                                                                        | 1973                 | eigener Song | [ 9 ]                                        |
| Green Is the Colour                                                                         | „Heavy hung the canopy of blue …“                                              | Roger Waters                                                                         | David Gilmour                                                                 | More                                                                                             | 1969                 | eigener Song | Soundtrack zum Film More – mehr – immer mehr |
| The Gunner’s Dream                                                                          | „Floating down through the clouds …“                                           | Roger Waters                                                                         | Roger Waters                                                                  | The Final Cut                                                                                    | 1983                 | eigener Song | [ 29 ]                                       |
| The Happiest Days of Our Lives                                                              | „When we grew up and went to school …“                                         | Roger Waters                                                                         | Roger Waters                                                                  | The Wall                                                                                         | 1979                 | eigener Song | [ 8 ]                                        |
| The Hard Way                                                                                | Instrumental                                                                   | David Gilmour, Nick Mason, Roger Waters und Richard Wright                           | Instrumental                                                                  | The Dark Side of the Moon (Wiederveröffentlichung)                                               | 2011                 | eigener Song | [ 32 ]                                       |
| Have a Cigar                                                                                | „Come in here, dear boy, have a cigar …“                                       | Roger Waters                                                                         | Roy Harper                                                                    | Wish You Were Here                                                                               | 1975                 | eigener Song | [ 33 ]                                       |
| Heart Beat, Pig Meat                                                                        | Instrumental                                                                   | David Gilmour, Nick Mason, Roger Waters und Richard Wright                           | Instrumental                                                                  | Zabriskie Point                                                                                  | 1970                 | eigener Song | Soundtrack zum Film Zabriskie Point          |
| The Hero’s Return                                                                           | „Jesus, Jesus, what's it all about? …“                                         | Roger Waters                                                                         | Roger Waters                                                                  | The Final Cut                                                                                    | 1983                 | eigener Song | [ 29 ]                                       |
| Hey, Hey, Rise Up!                                                                          |                                                                                | Stepan Charnetskii, David Gilmour und Andriy Khlyvnyuk                               |                                                                               | Pink Floyd featuring Andriy Khlyvnyuk of Boombox                                                 | 2022                 |              | [ 34 ]                                       |
| Hey You                                                                                     | „Hey you, out there in the cold …“                                             | Roger Waters                                                                         | David Gilmour und Roger Waters                                                | The Wall                                                                                         | 1979                 | eigener Song | [ 8 ]                                        |
| High Hopes                                                                                  | „Beyond the horizon of the place we lived when we were young …“                | David Gilmour und Polly Samson                                                       | David Gilmour und gesprochene Passagen von Charlie Gilmour und Steve O’Rourke | The Division Bell                                                                                | 1994                 | eigener Song | [ 22 ]                                       |
| Hollywood                                                                                   | Instrumental                                                                   | David Gilmour                                                                        | Instrumental                                                                  | The Early Years 1965–1972                                                                        | 2016                 | eigener Song | [ 14 ]                                       |
| Ibiza Bar                                                                                   | „I'm so afraid of the mistakes that I made …“                                  | David Gilmour, Nick Mason, Roger Waters und Richard Wright                           | David Gilmour                                                                 | More                                                                                             | 1969                 | eigener Song | Soundtrack zum Film More – mehr – immer mehr |
| If                                                                                          | „If I were a swan, I'd be gone …“                                              | Roger Waters                                                                         | Roger Waters                                                                  | Atom Heart Mother                                                                                | 1970                 | eigener Song | [ 5 ]                                        |
| I’m a King Bee                                                                              | „Well, I'm a king bee …“                                                       | Slim Harpo                                                                           | Syd Barrett                                                                   | 1965: Their First Recordings                                                                     | 2015                 | Coversong    | [ 20 ]                                       |
| In the Beechwoods                                                                           | Instrumental                                                                   | Syd Barrett                                                                          | Instrumental                                                                  | The Early Years 1965–1972                                                                        | 2016                 | eigener Song | [ 14 ]                                       |
| In the Flesh                                                                                | „So ya Thought ya Might like to go to the show …“                              | Roger Waters                                                                         | Roger Waters                                                                  | The Wall                                                                                         | 1979                 | eigener Song | [ 8 ]                                        |
| In the Flesh?                                                                               | „So ya Thought ya Might like to go to the show …“                              | Roger Waters                                                                         | Roger Waters                                                                  | The Wall                                                                                         | 1979                 | eigener Song | [ 8 ]                                        |
| Interstellar Overdrive                                                                      | Instrumental                                                                   | David Gilmour, Nick Mason, Roger Waters und Richard Wright                           | Instrumental                                                                  | The Piper at the Gates of Dawn                                                                   | 1967                 | eigener Song | [ 12 ]                                       |
| Is There Anybody Out There?                                                                 | „Is there anybody out there? …“                                                | Roger Waters                                                                         | Roger Waters                                                                  | The Wall                                                                                         | 1979                 | eigener Song | [ 8 ]                                        |
| It Would Be So Nice                                                                         | „It would be so nice …“                                                        | Richard Wright                                                                       | Richard Wright                                                                | Auf Single veröffentlicht                                                                        | 1968                 | eigener Song | [ 10 ]                                       |
| It’s Never Too Late                                                                         | „Ooh ma, ooh pa Your mother's so sorry now Ooh pa, ooh ma …“                   | Roger Waters                                                                         | Roger Waters                                                                  | The Wall (Wiederveröffentlichung)                                                                | 2011                 | eigener Song | [ 16 ]                                       |
| It’s What We Do                                                                             | Instrumental                                                                   | David Gilmour und Richard Wright                                                     | Instrumental                                                                  | The Endless River                                                                                | 2014                 | eigener Song | [ 6 ]                                        |
| John Latham Version 1–9                                                                     | Instrumental                                                                   | David Gilmour, Nick Mason, Roger Waters und Richard Wright                           | Instrumental                                                                  | The Early Years 1965–1972                                                                        | 2016                 | eigener Song | [ 14 ]                                       |
| Jugband Blues                                                                               | „It's awfully considerate of you to think of me here …“                        | Syd Barrett                                                                          | Syd Barrett                                                                   | A Saucerful of Secrets                                                                           | 1968                 | eigener Song | [ 24 ]                                       |
| Julia Dream                                                                                 | „Sunlight bright upon my pillow …“                                             | Roger Waters                                                                         | David Gilmour                                                                 | Auf Single veröffentlicht B-Seite zu „It Would Be So Nice“                                       | 1968                 | eigener Song | [ 10 ]                                       |
| Keep Talking                                                                                | „'There's a silence surrounding me …“                                          | David Gilmour, Richard Wright und Polly Samson                                       | David Gilmour und gesprochene Passagen von Stephen Hawking                    | The Division Bell                                                                                | 1994                 | eigener Song | [ 22 ]                                       |
| Labyrinth                                                                                   | Instrumental                                                                   | David Gilmour, Nick Mason, Roger Waters und Richard Wright                           | Instrumental                                                                  | The Early Years 1965–1972                                                                        | 2016                 | eigener Song | [ 14 ]                                       |
| The Labyrinths of Auximines                                                                 | Instrumental                                                                   | David Gilmour, Nick Mason, Roger Waters und Richard Wright                           | Instrumental                                                                  | The Early Years 1965–1972                                                                        | 2016                 | eigener Song | [ 14 ]                                       |
| The Last Few Bricks                                                                         | Instrumental                                                                   | Roger Waters und David Gilmour                                                       | Instrumental                                                                  | Is There Anybody Out There? The Wall Live 1980–81                                                | 2000                 | eigener Song | [ 36 ]                                       |
| Learning to Fly                                                                             | „Into the distance, a ribbon of black …“                                       | David Gilmour, Jon Carin, Bob Ezrin und Anthony Moore                                | David Gilmour und gesprochene von Nick Mason                                  | A Momentary Lapse of Reason                                                                      | 1987                 | eigener Song | [ 26 ]                                       |
| Let There Be More Light                                                                     | „Far, far, far, far away, way …“                                               | Roger Waters                                                                         | Richard Wright, Roger Waters und David Gilmour                                | A Saucerful of Secrets                                                                           | 1968                 | eigener Song | [ 24 ]                                       |
| The Lost Art of Conversation                                                                | Instrumental                                                                   | Richard Wright                                                                       | Instrumental                                                                  | The Endless River                                                                                | 2014                 | eigener Song | [ 6 ]                                        |
| Lost for Words                                                                              | „I was spending my time in the doldrums …“                                     | David Gilmour und Polly Samson                                                       | David Gilmour                                                                 | The Division Bell                                                                                | 1994                 | eigener Song | [ 22 ]                                       |
| Louder than Words                                                                           | „We bitch and we fight …“                                                      | David Gilmour und Polly Samson                                                       | David Gilmour                                                                 | The Endless River                                                                                | 2014                 | eigener Song | [ 6 ]                                        |
| Love Scene (Version 4)                                                                      | Instrumental                                                                   | Richard Wright (Credited to David Gilmour, Nick Mason, Roger Waters, Richard Wright) | Instrumental                                                                  | Zabriskie Point (erweitertes Release 1997)                                                       | 1997                 | eigener Song | Soundtrack zum Film Zabriskie Point          |
| Love Scene (Version 6)                                                                      | Instrumental                                                                   | David Gilmour, Nick Mason, Roger Waters und Richard Wright                           | Instrumental                                                                  | Zabriskie Point (erweitertes Release 1997)                                                       | 1997                 | eigener Song | Soundtrack zum Film Zabriskie Point          |
| Lucifer Sam                                                                                 | „Lucifer Sam, siam cat. …“                                                     | Syd Barrett                                                                          | Syd Barrett                                                                   | The Piper at the Gates of Dawn                                                                   | 1967                 | eigener Song | [ 12 ]                                       |
| Lucy Leave                                                                                  | „Leave when I ask you to leave, Lucy …“                                        | Syd Barrett                                                                          | Syd Barrett                                                                   | 1965: Their First Recordings                                                                     | 2015                 | eigener Song | [ 20 ]                                       |
| Main Theme                                                                                  | Instrumental                                                                   | David Gilmour, Nick Mason, Roger Waters und Richard Wright                           | Instrumental                                                                  | More                                                                                             | 1969                 | eigener Song | Soundtrack zum Film More – mehr – immer mehr |
| Marooned                                                                                    | Instrumental                                                                   | David Gilmour und Richard Wright                                                     | Instrumental                                                                  | The Division Bell                                                                                | 1994                 | eigener Song | [ 22 ]                                       |
| Marooned Jam                                                                                | Instrumental                                                                   | David Gilmour und Richard Wright                                                     | Instrumental                                                                  | The Later Years                                                                                  | 2019                 | eigener Song | [ 18 ]                                       |
| Matilda Mother                                                                              | „There was a king who ruled the land …“                                        | Syd Barrett                                                                          | Richard Wright und Syd Barrett                                                | The Piper at the Gates of Dawn                                                                   | 1967                 | eigener Song | [ 12 ]                                       |
| Money                                                                                       | „Money, get away. …“                                                           | Roger Waters                                                                         | David Gilmour                                                                 | The Dark Side of the Moon                                                                        | 1973                 | eigener Song | [ 9 ]                                        |
| Moonhead                                                                                    | Instrumental                                                                   | David Gilmour, Nick Mason, Roger Waters und Richard Wright                           | Instrumental                                                                  | The Early Years 1965–1972                                                                        | 2016                 | eigener Song | [ 14 ]                                       |
| More Blues                                                                                  | Instrumental                                                                   | David Gilmour, Nick Mason, Roger Waters und Richard Wright                           | Instrumental                                                                  | More                                                                                             | 1969                 | eigener Song | Soundtrack zum Film More – mehr – immer mehr |
| Mother                                                                                      | „Mother do you think they'll drop the bomb? …“                                 | Roger Waters                                                                         | Roger Waters und David Gilmour                                                | The Wall                                                                                         | 1979                 | eigener Song | [ 8 ]                                        |
| Mudmen                                                                                      | Instrumental                                                                   | David Gilmour und Richard Wright                                                     | Instrumental                                                                  | Obscured by Clouds                                                                               | 1972                 | eigener Song | [ 4 ]                                        |
| The Narrow Way (Parts 1–3)                                                                  | „Following the path as it leads toward …“                                      | David Gilmour                                                                        | David Gilmour                                                                 | Ummagumma                                                                                        | 1969                 | eigener Song | [ 13 ]                                       |
| Nervana                                                                                     | Instrumental                                                                   | David Gilmour                                                                        | Instrumental                                                                  | The Endless River                                                                                | 2014                 | eigener Song | [ 6 ]                                        |
| A New Machine (Part 1)                                                                      | „I have always been here …“                                                    | David Gilmour                                                                        | David Gilmour                                                                 | A Momentary Lapse of Reason                                                                      | 1987                 | eigener Song | [ 26 ]                                       |
| A New Machine (Part 2)                                                                      | „I will always be in here …“                                                   | David Gilmour                                                                        | David Gilmour                                                                 | A Momentary Lapse of Reason                                                                      | 1987                 | eigener Song | [ 26 ]                                       |
| Nick’s Boogie                                                                               | Instrumental                                                                   | Nick Mason                                                                           | Instrumental                                                                  | Tonite Lets All Make Love in London (erweiterte Release 1990)                                    | 1990                 | eigener Song | [ 37 ]                                       |
| Night Light                                                                                 | Instrumental                                                                   | David Gilmour und Richard Wright                                                     | Instrumental                                                                  | The Endless River                                                                                | 2014                 | eigener Song | [ 6 ]                                        |
| The Nile Song                                                                               | „I was standing by the Nile …“                                                 | Roger Waters                                                                         | David Gilmour                                                                 | More                                                                                             | 1969                 | eigener Song | Soundtrack zum Film More – mehr – immer mehr |
| Nobody Home                                                                                 | „I've got a little black book with my poems in …“                              | Roger Waters                                                                         | Roger Waters                                                                  | The Wall                                                                                         | 1979                 | eigener Song | [ 8 ]                                        |
| Not Now John                                                                                | „Fuck all that we've got to get on with these …“                               | Roger Waters                                                                         | David Gilmour und Roger Waters                                                | The Final Cut                                                                                    | 1983                 | eigener Song | [ 29 ]                                       |
| Nothing, Part 14 (Echoes work in progress)                                                  | Instrumental                                                                   | David Gilmour, Nick Mason, Roger Waters und Richard Wright                           | Instrumental                                                                  | The Early Years 1965–1972                                                                        | 2016                 | eigener Song | [ 14 ]                                       |
| Obscured by Clouds                                                                          | Instrumental                                                                   | David Gilmour und Roger Waters                                                       | Instrumental                                                                  | Obscured by Clouds                                                                               | 1972                 | eigener Song | [ 4 ]                                        |
| On Noodle Street                                                                            | Instrumental                                                                   | David Gilmour und Richard Wright                                                     | Instrumental                                                                  | The Endless River                                                                                | 2014                 | eigener Song | [ 6 ]                                        |
| On the Run                                                                                  | Instrumental                                                                   | David Gilmour und Roger Waters                                                       | Instrumental                                                                  | The Dark Side of the Moon                                                                        | 1973                 | eigener Song | [ 9 ]                                        |
| On the Turning Away                                                                         | „On the turning away From the pale and downtrodden …“                          | David Gilmour und Anthony Moore                                                      | David Gilmour                                                                 | A Momentary Lapse of Reason                                                                      | 1987                 | eigener Song | [ 26 ]                                       |
| One of My Turns                                                                             | „Day after day, love turns grey …“                                             | Roger Waters                                                                         | Roger Waters                                                                  | The Wall                                                                                         | 1979                 | eigener Song | [ 8 ]                                        |
| One of the Few                                                                              | „When you're one of the few to land on your feet …“                            | Roger Waters                                                                         | Roger Waters                                                                  | The Final Cut                                                                                    | 1983                 | eigener Song | [ 29 ]                                       |
| One of These Days                                                                           | Instrumental                                                                   | David Gilmour, Nick Mason, Roger Waters und Richard Wright                           | gesprochene Passagen von Nick Mason                                           | Meddle                                                                                           | 1971                 | eigener Song | [ 27 ]                                       |
| One Slip                                                                                    | „A restless eye across a weary room …“                                         | David Gilmour und Phil Manzanera                                                     | David Gilmour                                                                 | A Momentary Lapse of Reason                                                                      | 1987                 | eigener Song | [ 26 ]                                       |
| Outside the Wall                                                                            | „All alone, or in two's …“                                                     | Roger Waters                                                                         | Roger Waters                                                                  | The Wall                                                                                         | 1979                 | eigener Song | [ 8 ]                                        |
| Paint Box                                                                                   | „Last night I had too much to drink …“                                         | Richard Wright                                                                       | Richard Wright                                                                | Auf Single veröffentlicht B-Seite zu „Apples and Oranges“                                        | 1967                 | eigener Song | [ 10 ]                                       |
| Paranoid Eyes                                                                               | „Button your lip. Don't let the shield slip …“                                 | Roger Waters                                                                         | Roger Waters                                                                  | The Final Cut                                                                                    | 1983                 | eigener Song | [ 29 ]                                       |
| Party Sequence                                                                              | Instrumental                                                                   | David Gilmour, Nick Mason, Roger Waters und Richard Wright                           | Instrumental                                                                  | More                                                                                             | 1969                 | eigener Song | Soundtrack zum Film More – mehr – immer mehr |
| Pigs (Three Different Ones)                                                                 | „Big man, pig man, ha-ha, charade you are …“                                   | Roger Waters                                                                         | Roger Waters                                                                  | Animals                                                                                          | 1977                 | eigener Song | [ 25 ]                                       |
| Pigs on the Wing (Part 1)                                                                   | „If you didn't care what happened to me …“                                     | Roger Waters                                                                         | Roger Waters                                                                  | Animals                                                                                          | 1977                 | eigener Song | [ 25 ]                                       |
| Pigs on the Wing (Part 2)                                                                   | „You know that I care what happens to you …“                                   | Roger Waters                                                                         | Roger Waters                                                                  | Animals                                                                                          | 1977                 | eigener Song | [ 25 ]                                       |
| A Pillow of Winds                                                                           | „A cloud of eiderdown …“                                                       | David Gilmour und Roger Waters                                                       | David Gilmour                                                                 | Meddle                                                                                           | 1971                 | eigener Song | [ 27 ]                                       |
| Point Me at the Sky                                                                         | „ Hey Eugene This is Henry McClean …“                                          | David Gilmour und Roger Waters                                                       | David Gilmour und Roger Waters                                                | Auf Single veröffentlicht                                                                        | 1968                 | eigener Song | [ 10 ]                                       |
| Poles Apart                                                                                 | „Did you know . . . it was all going to go so wrong for you …“                 | David Gilmour, Nick Laird-Clowes und Polly Samson                                    | David Gilmour                                                                 | The Division Bell                                                                                | 1994                 | eigener Song | [ 22 ]                                       |
| The Post War Dream                                                                          | „Tell me true, tell me why, was Jesus crucified …“                             | Roger Waters                                                                         | Roger Waters                                                                  | The Final Cut                                                                                    | 1983                 | eigener Song | [ 29 ]                                       |
| Pow R. Toc H.                                                                               | Instrumental                                                                   | Syd Barrett, Nick Mason, Roger Waters und Richard Wright                             | wortloser Gesang von Syd Barrett und Roger Waters                             | The Piper at the Gates of Dawn                                                                   | 1967                 | eigener Song | [ 12 ]                                       |
| Quicksilver                                                                                 | Instrumental                                                                   | David Gilmour, Nick Mason, Roger Waters und Richard Wright                           | Instrumental                                                                  | More                                                                                             | 1969                 | eigener Song | Soundtrack zum Film More – mehr – immer mehr |
| Reaction in G                                                                               | Instrumental                                                                   | Syd Barrett, Nick Mason, Roger Waters und Richard Wright                             | Instrumental                                                                  | The Early Years 1965–1972                                                                        | 2016                 | eigener Song | [ 14 ]                                       |
| Remember a Day                                                                              | „Remember a day before today …“                                                | Richard Wright                                                                       | Richard Wright                                                                | A Saucerful of Secrets                                                                           | 1968                 | eigener Song | [ 24 ]                                       |
| Remember Me                                                                                 | „Remember me (aaaaah-ha) I've been here before …“                              | Syd Barrett                                                                          | Syd Barrett                                                                   | 1965: Their First Recordings                                                                     | 2015                 | eigener Song | [ 20 ]                                       |
| Rick’s Theme                                                                                | Instrumental                                                                   | Richard Wright                                                                       | Instrumental                                                                  | The Later Years                                                                                  | 2019                 | eigener Song | [ 18 ]                                       |
| Roger’s Boogie                                                                              | „Lady divine, I hear on the grapevine …“                                       | Roger Waters                                                                         | Roger Waters                                                                  | The Early Years 1965–1972                                                                        | 2016                 | eigener Song | [ 14 ]                                       |
| Round and Around                                                                            | Instrumental                                                                   | David Gilmour                                                                        | Instrumental                                                                  | A Momentary Lapse of Reason                                                                      | 1987                 | eigener Song | [ 26 ]                                       |
| Run Like Hell                                                                               | „Run, Run, Run, Run, Run, Run, Run, Run …“                                     | David Gilmour und Roger Waters                                                       | Roger Waters und David Gilmour                                                | The Wall                                                                                         | 1979                 | eigener Song | [ 8 ]                                        |
| San Tropez                                                                                  | „As I reach for a peach ...“                                                   | Roger Waters                                                                         | Roger Waters                                                                  | Meddle                                                                                           | 1971                 | eigener Song | [ 27 ]                                       |
| A Saucerful of Secrets                                                                      | Instrumental                                                                   | David Gilmour, Nick Mason, Roger Waters und Richard Wright                           | wortloser Gesang von David Gilmour und Richard Wright                         | A Saucerful of Secrets                                                                           | 1968                 | eigener Song | [ 24 ]                                       |
| A Saucerful of Secrets (live)                                                               | Instrumental                                                                   | David Gilmour, Nick Mason, Roger Waters und Richard Wright                           | wortloser Gesang von David Gilmour und Richard Wright                         | Ummagumma                                                                                        | 1969                 | eigener Song | [ 13 ]                                       |
| The Scarecrow                                                                               | „The black and green scarecrow as everyone knows …“                            | Syd Barrett                                                                          | Syd Barrett                                                                   | The Piper at the Gates of Dawn                                                                   | 1967                 | eigener Song | [ 12 ]                                       |
| Scream Thy Last Scream                                                                      | „Scream thy last scream old woman with a casket …“                             | Syd Barrett                                                                          | Nick Mason und Syd Barrett                                                    | The Early Years 1965–1972                                                                        | 2016                 | eigener Song | [ 14 ]                                       |
| Seabirds                                                                                    | „Mighty waves come crashing down …“                                            | Roger Waters                                                                         | Instrumental                                                                  | The Early Years 1965–1972                                                                        | 2016                 | eigener Song | [ 14 ]                                       |
| Seamus                                                                                      | „I was in the kitchen …“                                                       | David Gilmour, Nick Mason, Roger Waters und Richard Wright                           | David Gilmour Heulen von Seamus the dog                                       | Meddle                                                                                           | 1971                 | eigener Song | [ 27 ]                                       |
| See Emily Play                                                                              | „See Emily Play …“                                                             | Syd Barrett                                                                          | Syd Barrett                                                                   | Auf Single veröffentlicht                                                                        | 1967                 | eigener Song | [ 10 ]                                       |
| See-Saw                                                                                     | „Marigolds are very much in love …“                                            | Richard Wright                                                                       | Richard Wright                                                                | A Saucerful of Secrets                                                                           | 1968                 | eigener Song | [ 24 ]                                       |
| Set the Controls for the Heart of the Sun                                                   | „Little by little the night turns around …“                                    | Roger Waters                                                                         | Roger Waters                                                                  | A Saucerful of Secrets                                                                           | 1968                 | eigener Song | [ 24 ]                                       |
| Set the Controls for the Heart of the Sun (live)                                            | „Little by little the night turns around …“                                    | Roger Waters                                                                         | Roger Waters                                                                  | Ummagumma                                                                                        | 1969                 | eigener Song | [ 13 ]                                       |
| Several Species of Small Furry Animals Gathered Together in a Cave and Grooving with a Pict | „Aye an' a bit of Mackeral settler rack and ruin …“                            | Roger Waters                                                                         | Vokalisierung von Roger Waters                                                | Ummagumma                                                                                        | 1969                 | eigener Song | [ 13 ]                                       |
| Sexual Revolution                                                                           | „Hey...girl Take out the dagger …“                                             | Roger Waters                                                                         | Roger Waters                                                                  | The Wall (Wiederveröffentlichung)                                                                | 2011                 | eigener Song | [ 16 ]                                       |
| Sheep                                                                                       | „Harmlessly passing your time in the grassland away …“                         | Roger Waters                                                                         | Roger Waters                                                                  | Animals                                                                                          | 1977                 | eigener Song | [ 25 ]                                       |
| Shine On You Crazy Diamond (Parts I–V)                                                      | „Remember when you were young …“                                               | David Gilmour, Roger Waters und Richard Wright                                       | Roger Waters                                                                  | Wish You Were Here                                                                               | 1975                 | eigener Song | [ 33 ]                                       |
| Shine On You Crazy Diamond (Parts Vi–IX)                                                    | „Nobody knows where you are …“                                                 | David Gilmour, Roger Waters und Richard Wright                                       | Roger Waters                                                                  | Wish You Were Here                                                                               | 1975                 | eigener Song | [ 33 ]                                       |
| Skins                                                                                       | Instrumental                                                                   | David Gilmour, Nick Mason und Richard Wright                                         | Instrumental                                                                  | The Endless River                                                                                | 2014                 | eigener Song | [ 6 ]                                        |
| The Show Must Go On                                                                         | „Ooooh, Ma, Oooh Pa Must the show go on? …“                                    | Roger Waters                                                                         | David Gilmour                                                                 | The Wall                                                                                         | 1979                 | eigener Song | [ 8 ]                                        |
| Signs of Life                                                                               | Instrumental                                                                   | David Gilmour und Bob Ezrin                                                          | gesprochene Passagen von Nick Mason                                           | A Momentary Lapse of Reason                                                                      | 1987                 | eigener Song | [ 26 ]                                       |
| Sleeping                                                                                    | Instrumental                                                                   | David Gilmour, Nick Mason, Roger Waters und Richard Wright                           | Instrumental                                                                  | The Early Years 1965–1972                                                                        | 2016                 | eigener Song | [ 14 ]                                       |
| Slippery Guitar                                                                             | Instrumental                                                                   | David Gilmour                                                                        | Instrumental                                                                  | The Later Years                                                                                  | 2019                 | eigener Song | [ 18 ]                                       |
| Song 1                                                                                      | Instrumental                                                                   | David Gilmour, Nick Mason, Roger Waters und Richard Wright                           | Instrumental                                                                  | The Early Years 1965–1972                                                                        | 2016                 | eigener Song | [ 14 ]                                       |
| Sorrow                                                                                      | „The sweet smell of a great sorrow lies over the land …“                       | David Gilmour                                                                        | David Gilmour                                                                 | A Momentary Lapse of Reason                                                                      | 1987                 | eigener Song | [ 26 ]                                       |
| Soundscape                                                                                  | Instrumental                                                                   | David Gilmour, Nick Mason und Richard Wright                                         | Instrumental                                                                  | Pulse (Cassette edition only)                                                                    | 1995                 | eigener Song | [ 39 ]                                       |
| Southampton Dock                                                                            | „They disembarked in 45 …“                                                     | Roger Waters                                                                         | Roger Waters                                                                  | The Final Cut                                                                                    | 1983                 | eigener Song | [ 29 ]                                       |
| A Spanish Piece                                                                             | Instrumental                                                                   | David Gilmour                                                                        | Vokalisierung von David Gilmour                                               | More                                                                                             | 1969                 | eigener Song | Soundtrack zum Film More – mehr – immer mehr |
| Speak to Me                                                                                 | Instrumental                                                                   | Nick Mason                                                                           | Instrumental                                                                  | The Dark Side of the Moon                                                                        | 1973                 | eigener Song | [ 9 ]                                        |
| Stay                                                                                        | „Stay and help me to end the day …“                                            | Roger Waters und Richard Wright                                                      | Richard Wright                                                                | Obscured by Clouds                                                                               | 1972                 | eigener Song | [ 4 ]                                        |
| Stop                                                                                        | „Do you remember the way it used to be …“                                      | Roger Waters                                                                         | Roger Waters                                                                  | The Wall                                                                                         | 1979                 | eigener Song | [ 8 ]                                        |
| Sum                                                                                         | Instrumental                                                                   | David Gilmour, Nick Mason und Richard Wright                                         | Instrumental                                                                  | The Endless River                                                                                | 2014                 | eigener Song | [ 6 ]                                        |
| Summer ’68                                                                                  | „Would you like to say something before you leave …“                           | Richard Wright                                                                       | Richard Wright                                                                | Atom Heart Mother                                                                                | 1970                 | eigener Song | [ 5 ]                                        |
| Surfacing                                                                                   | Instrumental                                                                   | David Gilmour                                                                        | Instrumental                                                                  | The Endless River                                                                                | 2014                 | eigener Song | [ 6 ]                                        |
| Sysyphus (Parts 1–4)                                                                        | Instrumental                                                                   | Richard Wright                                                                       | Vokalisierung von Richard Wright                                              | Ummagumma                                                                                        | 1969                 | eigener Song | [ 13 ]                                       |
| Take It Back                                                                                | „Her love rains down on me easy as the breeze …“                               | David Gilmour, Bob Ezrin, Nick Laird-Clowes und Polly Samson                         | David Gilmour                                                                 | The Division Bell                                                                                | 1994                 | eigener Song | [ 22 ]                                       |
| Take Up Thy Stethoscope and Walk                                                            | „Doctor Doctor I'm in bed …“                                                   | Roger Waters                                                                         | Roger Waters                                                                  | The Piper at the Gates of Dawn                                                                   | 1967                 | eigener Song | [ 12 ]                                       |
| Talkin’ Hawkin’                                                                             | Instrumental                                                                   | David Gilmour und Richard Wright                                                     | Gesprochene Passagen von Stephen Hawking                                      | The Endless River                                                                                | 2014                 | eigener Song | [ 6 ]                                        |
| TBS9                                                                                        | Instrumental                                                                   | David Gilmour und Richard Wright                                                     | Instrumental                                                                  | The Endless River                                                                                | 2014                 | eigener Song | [ 6 ]                                        |
| TBS14                                                                                       | Instrumental                                                                   | David Gilmour und Richard Wright                                                     | Instrumental                                                                  | The Endless River                                                                                | 2014                 | eigener Song | [ 6 ]                                        |
| Teacher Teacher                                                                             | „Schoolboy, schoolboy, did you hear what I said? …“                            | Roger Waters                                                                         | Roger Waters                                                                  | The Wall (Wiederveröffentlichung)                                                                | 2011                 | eigener Song | [ 16 ]                                       |
| Terminal Frost                                                                              | Instrumental                                                                   | David Gilmour                                                                        | Instrumental                                                                  | A Momentary Lapse of Reason                                                                      | 1987                 | eigener Song | [ 26 ]                                       |
| The Thin Ice                                                                                | „Momma loves her baby …“                                                       | Roger Waters                                                                         | David Gilmour und Roger Waters                                                | The Wall                                                                                         | 1979                 | eigener Song | [ 8 ]                                        |
| The Thin Ice Reprise                                                                        | Instrumental                                                                   | Roger Waters                                                                         | Instrumental                                                                  | The Wall (Wiederveröffentlichung)                                                                | 2011                 | eigener Song | [ 16 ]                                       |
| Things Left Unsaid                                                                          | Instrumental                                                                   | David Gilmour und Richard Wright                                                     | gesprochene Passagen von Richard Wright, David Gilmour und Nick Mason         | The Endless River                                                                                | 2014                 | eigener Song | [ 6 ]                                        |
| Time                                                                                        | „Ticking away the moments that make up a dull day …“                           | David Gilmour, Nick Mason, Roger Waters und Richard Wright                           | David Gilmour und Richard Wright                                              | The Dark Side of the Moon                                                                        | 1973                 | eigener Song | [ 9 ]                                        |
| The Travel Sequence                                                                         | Instrumental                                                                   | David Gilmour, Nick Mason, Roger Waters und Richard Wright                           | Instrumental                                                                  | The Dark Side of the Moon (Wiederveröffentlichung)                                               | 2011                 | eigener Song | [ 32 ]                                       |
| The Trial                                                                                   | „Good morning, Worm your honor …“                                              | Roger Waters und Bob Ezrin                                                           | Roger Waters                                                                  | The Wall                                                                                         | 1979                 | eigener Song | [ 8 ]                                        |
| Two Suns in the Sunset                                                                      | „In my rear view mirror the sun is going down …“                               | Roger Waters                                                                         | Roger Waters                                                                  | The Final Cut                                                                                    | 1983                 | eigener Song | [ 29 ]                                       |
| Unknown Song                                                                                | Instrumental                                                                   | David Gilmour, Nick Mason, Roger Waters und Richard Wright                           | Instrumental                                                                  | Zabriskie Point (erweitertes Release 1997)                                                       | 1997                 | eigener Song | Soundtrack zum Film Zabriskie Point          |
| Unsung                                                                                      | Instrumental                                                                   | Richard Wright                                                                       | Instrumental                                                                  | The Endless River                                                                                | 2014                 | eigener Song | [ 6 ]                                        |
| Untitled                                                                                    | Instrumental                                                                   | Richard Wright                                                                       | Instrumental                                                                  | The Endless River                                                                                | 2014                 | eigener Song | [ 6 ]                                        |
| Up the Khyber                                                                               | Instrumental                                                                   | Nick Mason und Richard Wright                                                        | Instrumental                                                                  | More                                                                                             | 1969                 | eigener Song | Soundtrack zum Film More – mehr – immer mehr |
| Us and Them                                                                                 | „Us, and the And after all we're only ordinary men …“                          | Roger Waters und Richard Wright                                                      | David Gilmour und Richard Wright                                              | The Dark Side of the Moon                                                                        | 1973                 | eigener Song | [ 9 ]                                        |
| Vegetable Man                                                                               | „In yellow shoes I get the blues …“                                            | Syd Barrett                                                                          | Syd Barrett                                                                   | The Early Years 1965–1972                                                                        | 2016                 | eigener Song | [ 14 ]                                       |
| Vera                                                                                        | „Does anybody here remember Vera Lynn? …“                                      | Roger Waters                                                                         | Roger Waters                                                                  | The Wall                                                                                         | 1979                 | eigener Song | [ 8 ]                                        |
| Waiting for the Worms                                                                       | „Ooooh, you cannot reach me now …“                                             | Roger Waters                                                                         | Roger Waters und David Gilmour                                                | The Wall                                                                                         | 1979                 | eigener Song | [ 8 ]                                        |
| Walk with Me Sydney                                                                         | „Oh oh oh walk with me, Sydney I'd love to, love to, love to, baby you know …“ | Roger Waters                                                                         | Syd Barrett, Roger Waters und Juliette Gale                                   | 1965: Their First Recordings                                                                     | 2015                 | eigener Song | [ 20 ]                                       |
| Wearing the Inside Out                                                                      | „From morning to night I stayed out of sight …“                                | Richard Wright und Anthony Moore                                                     | Richard Wright und David Gilmour                                              | The Division Bell                                                                                | 1994                 | eigener Song | [ 22 ]                                       |
| Welcome to the Machine                                                                      | „Welcome my son, welcome to the machine …“                                     | Roger Waters                                                                         | David Gilmour                                                                 | Wish You Were Here                                                                               | 1975                 | eigener Song | [ 33 ]                                       |
| What Do You Want from Me                                                                    | „As you look around this room tonight …“                                       | David Gilmour, Richard Wright und Polly Samson                                       | David Gilmour                                                                 | The Division Bell                                                                                | 1994                 | eigener Song | [ 22 ]                                       |
| What Shall We Do Now?                                                                       | „Shall we buy a new guitar? …“                                                 | Roger Waters                                                                         | Roger Waters                                                                  | Is There Anybody Out There? The Wall Live 1980–81                                                | 2000                 | eigener Song | [ 36 ]                                       |
| When the Tigers Broke Free                                                                  | „… And old King George Sent Mother a note …“                                   | Roger Waters                                                                         | Roger Waters                                                                  | Auf Single veröffentlicht 2004 auf der Wiederveröffentlichung des Albums The Final Cut zu finden | 1982                 | eigener Song | [ 29 ]                                       |
| When You’re In                                                                              | Instrumental                                                                   | David Gilmour, Nick Mason, Roger Waters und Richard Wright                           | Instrumental                                                                  | Obscured by Clouds                                                                               | 1972                 | eigener Song | [ 4 ]                                        |
| Wine Glasses                                                                                | Instrumental                                                                   | David Gilmour, Roger Waters und Richard Wright                                       | Instrumental                                                                  | Wish You Were Here (Wiederveröffentlichung)                                                      | 2011                 | eigener Song | [ 41 ]                                       |
| Wish You Were Here                                                                          | „So, so you think you can tell …“                                              | David Gilmour und Roger Waters                                                       | David Gilmour                                                                 | Wish You Were Here                                                                               | 1975                 | eigener Song | [ 33 ]                                       |
| Wot’s… Uh the Deal?                                                                         | „Heaven sent the promised land …“                                              | David Gilmour und Roger Waters                                                       | David Gilmour                                                                 | Obscured by Clouds                                                                               | 1972                 | eigener Song | [ 4 ]                                        |
| Work                                                                                        | Instrumental                                                                   | David Gilmour, Nick Mason, Roger Waters und Richard Wright                           | Instrumental                                                                  | The Early Years 1965–1972                                                                        | 2016                 | eigener Song | [ 14 ]                                       |
| Yet Another Movie                                                                           | „One sound, one single sound …“                                                | David Gilmour und Patrick Leonard                                                    | David Gilmour                                                                 | A Momentary Lapse of Reason                                                                      | 1987                 | eigener Song | [ 26 ]                                       |
| Young Lust                                                                                  | „I am just a new boy …“                                                        | Roger Waters und David Gilmour                                                       | David Gilmour                                                                 | The Wall                                                                                         | 1979                 | eigener Song | [ 8 ]                                        |
| Your Possible Pasts                                                                         | „They flutter behind you your possible pasts …“                                | Roger Waters                                                                         | Roger Waters                                                                  | The Final Cut                                                                                    | 1983                 | eigener Song | [ 29 ]                                       |